# 汎アフリカ色

エチオピアの国旗（伝統的なもの）は汎アフリカ色の三色を使用した

世界黒人開発協会アフリカ社会連合の旗

汎アフリカ色（はんアフリカしょく）はアフリカ諸国で主に国旗などに使用される三色の組み合わせ。通常、赤・黄・緑の三色の組み合わせを指す。
この三色は1798年よりエチオピアの国旗で使われ始めた。赤は殉教のために流された血、緑はアフリカの植生、黄はアフリカの富と繁栄を象徴している。アフリカ唯一の独立国であったエチオピアはアフリカの独立運動家から尊敬を集めた。宗主国からの独立に際してエチオピア国旗と同じ三色を国旗に使ったのは1957年のガーナが最初である。エチオピアを理想とするジャマイカのラスタファリ運動にもこの三色は影響を与えた。
世界黒人開発協会アフリカ社会連合によると、汎アフリカ色は赤・緑・黒であるという主張もある。アフリカ諸国の国旗にも黒を使用した国旗がいくつか存在する。
なお、ボリビア、リトアニア、ミャンマーの国旗なども赤・黄・緑、赤・黒・緑の三色を使用しているが、アフリカとは関連性は無い。

## 汎アフリカ色を使用している主なアフリカ諸国の国旗

アンゴラ
ウガンダ
エチオピア
エリトリア
ガーナ
ガボン
カメルーン
ガンビア
ギニア
ギニアビサウ
ケニア
コンゴ共和国
コモロ
ザンビア
サントメ・プリンシペ
シエラレオネ
ジブチ
ジンバブエ
エスワティニ
セーシェル
セネガル
タンザニア
中央アフリカ
トーゴ
ベナン
ブルキナファソ
ボツワナ
ナミビア
マラウイ
マリ
南アフリカ
南スーダン
モザンビーク
モーリシャス
リビア
ルワンダ
レソト
（アザワド）

## アフリカとは関連性のない旗

アンティグア・バーブーダ
ガイアナ
グレナダ
ジャマイカ
スリナム
セントクリストファー・ネイビス
セントビンセント・グレナディーン
セントルシア
ドミニカ国
トリニダード・トバゴ
パプアニューギニア
バヌアツ
バハマ
バルバドス

## 現在使用されていないもの

アフリカ諸国連合の国旗（1958年 - 1961年）
アフリカ諸国連合の国旗（1961年 - 1962年）
ガーナの旧国旗（1964年 - 1966年）
カーボベルデの旧国旗（1975年 - 1992年）
ジンバブエ・ローデシアの国旗（1979年）
ザイール共和国の国旗（1971年 - 1997年）
スーダンの旧国旗（1956年 - 1971年）
第一次ハイチ帝国の国旗（1804年 - 1806年）
ビアフラの国旗（1967年 - 1970年）
マラウイの旧国旗（2010年 - 2012年）
マリ連邦の国旗（1959年 - 1961年）
ルワンダ王国時代の旧国旗（1959年 - 1962年）
ルワンダの旧国旗（1962年 - 2001年）